# Anna Leszczyńska

Anna Leszczyńska; Gemälde von Johan Starbus

Anna Leszczyńska (anhörenⓘ) (* 25. Mai 1699 in Polen; † 20. Juni 1717 in Zweibrücken) war eine Prinzessin aus dem polnischen Adelsgeschlecht der Leszczyńskis.
Anna war die ältere Tochter des polnisch-litauischen Königs und späteren Herzogs von Lothringen Stanislaus I. Leszczyński und dessen Frau, der Gräfin Katharina Opalińska, Tochter des Magnaten Jan Karol Opaliński und dessen Gemahlin Zofia Czarnkowska. Ihre jüngere Schwester Maria Leszczyńska heiratete 1725 den französischen König Ludwig XV.
Anna Leszczyńska, die von einem Biografen ihres Vaters als „schön und begabt“ charakterisiert wurde, verbrachte ihre Kindheit bis 1707 auf Schloss Rydzyna in Großpolen und anschließend im Exil. Sie starb am 20. Juni 1717 überraschend in Zweibrücken und wurde am nächsten Tag in der Klosterkirche Gräfinthal beigesetzt, einem Lieblingsaufenthalt der Familie. Ihr Vater stiftete über dem Grab einen Annenaltar und gab 1749 ein Anniversarium (Messstiftung) in Auftrag. Bei archäologischen Untersuchungen im Jahr 2006 fanden sich in den Ruinen der Klosterkirche Gräfinthal Hinweise auf die Beisetzung einer jungen Frau von hoher gesellschaftlicher Stellung.